# Nundinella gracilis
Nundinella gracilis är en stekelart som beskrevs av Szepligeti 1914. Nundinella gracilis ingår i släktet Nundinella och familjen bracksteklar. Inga underarter finns listade i Catalogue of Life.